# Joan Roís de Corella
Joan Roís de Corella, né probablement à Gandia le 28 septembre 1435 et mort à Valence le 6 octobre 1497, est un écrivain, chevalier et théologien valencien de langue catalane. Il est souvent considéré comme le dernier grand auteur du siècle d'or valencien.
Homme et auteur très apprécié de son vivant, il tombe peu à peu dans l'oubli au cours de la période de décadence du catalan qui s'amorce à partir du XVIe siècle, dont le style, longtemps jugé excessivement pesant et pédant par les critiques, est considéré comme emblématique. Dans l'époque contemporaine toutefois, de nouveaux regards sont portés sur Roís de Corella et son œuvre, qui apparaît comme une synthèse remarquable de tendances propres de son époque, à la confluence entre Moyen Âge et Renaissance. Cependant, on n'a encore qu'une connaissance très parcellaire de l'homme et de son œuvre, contrairement aux autres grandes figures du XVe siècle valencien que sont Ausiàs March et Joanot Martorell.

## Biographie

### Famille et enfance
Joan Roís de Corella naît le 28 septembre 1435, probablement à Gandia,,,, (royaume de Valence, couronne d'Aragon). Il est le fils d’Ausiàs Roís de Corella et d’Aldonça Cabrera, mariés peu de temps après mars 1433,,. Ils s’installent à Valence, capitale du royaume, en 1438 ou 1439, après avoir vendu la petite seigneurie de Miraflor (Dénia). La famille, appartenant à la petite noblesse valencienne, a des liens de proximité avec celle de Joanot Martorell, et également de parenté avec celle du poète Ausiàs March, tous deux aussi chevaliers et figures phares du siècle d'or,,,,.
À la différence de la grande majorité des écrivains du Siècle d'or valencien et exception notable parmi ses grandes figures, Corella n'est pas d'origine catalane mais est issu d'une famille originaire du royaume de Navarre, immigrée à Valence peu après la conquête du territoire au XIIIe siècle.
Joan est probablement le second né d'une fratrie de cinq enfants,. Son frère aîné Manuel, probablement né environ un an avant lui, sera frère de l'ordre de Sainte Marie de Montesa et meurt très jeune, entre mai 1460 et novembre 1466,. Sa sœur Aldonça, probablement née autour de 1440, est également religieuse, de l'ordre des Clarisses. Les deux cadets sont Lluís et Delfina, nés entre janvier 1441 et février 1443.
À Valence, il reçoit une formation humaniste et reste en contact avec les représentants de familles qui avaient suivi une trajectoire similaire à la sienne (qui parfois étaient pratiquement voisins), comme le poète Ausiàs March et Francesc Martorell, père de Joanot Martorell, auteur de Tirant lo Blanc.

### Vie active
Joan Roís de Corella reçoit l'adoubement entre fin 1456 et le milieu de l'année suivante.
Probablement peu après, il étudie la théologie à l’école cathédrale de Valence,,. Il devient maître en théologie entre 1468 et 1471,.
Il renonce à la carrière militaire et à tout office public pour se consacrer à la littérature et à la théologie,. Cependant, sa double condition de chevalier et théologien reste fondamentale pour expliquer sa place dans le contexte de son temps.
Il fréquente les cercles intellectuels valenciens de la seconde moitié du XVe siècle, en particulier autour de Bernat Fenollar et de Charles de Viane, avec qui il échange une correspondance poétique,,,. Corella s'est probablement familiarisé à la poésie à la cour de ce dernier. Outre l'entourage de Viane, l'œuvre de Corella révèle une proximité en général avec les milieux de pouvoir de la capitale valencienne, patriciat, noblesse et bourgeoisie ainsi qu'avec ses élites culturelles. Ainsi, Corella était grand ami de Joan Escrivà de Romaní, poète, chevalier et mestre racional de Valence en 1479-1501,.
En 1459 naît Magdalena, fille (problement aînée) de Corella et d'un amour de jeunesse. Magdalena est élevée par sa mère sous la tutelle de son père. Ce dernier entretient ensuite une relation durable avec Isabel Martínez de Vera, issue de la noblesse de Cocentaina et installée à Valence en 1462, avec laquelle il a deux enfants naturels, Joan et Estefania,,,,. Joan deviendra chevalier de l'ordre de Saint-Jacques de l'Épée.
L'absence de mariage entre Joan Roís de Corella et Isabel est en lien avec les activités de théologien de Joan Roís de Corella,.
Il devient plus tard clerc et acquiert précocément une renommée notoire comme orateur, mais ses sermons ne sont pas conservés,,. De son vivant il jouit également d'une réputation de poète très prestigieux.
Il est possible qu'il ait eu une autre fille après Magdalena, Maria, dont la mère n'est pas connue.
Il s'implique activement dans l'atelier d'imprimerie de Lambert Palmart à Valence, qui produira en 1474 les premiers incunables de la péninsule Ibérique. Certains textes de Corella publiés sont expressément réalisés en vue de leur diffusion par cette nouvelle technologie.
Au cours de ses dernières années, il se consacre davantage à ses études théologiques et ses sermons.

### Testament et mort
Dans son testament de 1478, il désigne sa sœur Dalfina comme héritière, bien que ses frères Lluís et Aldonça soient encore en vie,,. Après sa mort, l’héritage est néanmoins transmis à Isabel au moyen d'un artifice juridique, probablement avec l'accord des héritiers légaux,,.

## Œuvre littéraire
Roís de Corella est un écrivain prolifique, dont l’œuvre se caractérise par une grande diversité de genres : vers et prose, œuvres originales et traductions, textes profanes et religieux,,.
De son vivant, l'homme et son œuvre sont célèbres et très appréciés de ses contemporains.
Sa langue, raffinée et érudite, annonce le style de la Renaissance tout en restant ancrée dans les traditions médiévales,. Malgré la diversité des genres abordés, son œuvre forme un tout cohérent. Il puise à la fois dans les traditions païenne et chrétienne, élaborant une vision morale centrée sur l’amour (souvent désillusionné), le respect des protagonistes féminins (malgré leurs actes) et une posture antimilitariste.
Il a composé 19 poèmes, dont 3 religieux, et plusieurs textes en proses classés entre compositions mythologiques et religieuses. Parmi ses œuvres les plus notables figurent la Tragèdia de Caldesa, les proses mitològiques et le Triomf de les dones ainsi que deux traductions (Psalteri et Lo Cartoixà).
D'une façon générale, les dédicaces de son œuvre mettent en lumière les relations de Corella avec les cercles de pouvoir de son temps et ses affinités au sein de ceux-ci. Toutefois, en relation avec sa précoce mise en retrait de la vie militaire, à la différence des autres grands hommes de lettres de son temps, Corella n'a pas servi à la cour des monarques ou aristocrates et cela se traduit dans la langue qu'il utilise dans ses écrits, préservée de certaines innovations caractérisant la production littéraire dans ces milieux.
Il est l'auteur qui introduit l'hendécasyllabe en catalan.
Son œuvre présente parmi les premières attestation de l'emploi du verbe estimar dans le sens d'« aimer », contre le sens originel de « taxer », évolution sémantique euphémistique dont l'idiomatisme a été débattu.

### Thèmes
Le philologue médiéviste Stefano Maria Cingolani (es) propose une chronologie de la production corellienne en trois phases :
1. Jusqu’en 1458 : production des proses mythologiques.
2. 1458–1465 : œuvres à contenu plus explicitement moral.
3. 1463–1474 : probable période d’étude théologique, sans activité littéraire connue.

Ses œuvres profanes correspondent schématiquement à la première étape de sa vie. Elles comprennent notamment Tragèdia de Caldesa (1458), récit emblématique d’un désenchantement amoureux, plusieurs proses de thème mythologique (Lamentacions de Mirra, e Narcís e Tisbe, Història de Biblis, Raonament de Telamó e d’Ulisses, Història de Leandre i Hero, Lo juí de Paris ou Història de Medea), des poèmes lyriques, dont une quinzaine sont conservés, parmi lesquels A Caldesa et La sepultura,.
À partir des années 1460, ses écrits sont particulièrement empreints de ses activités civiles et religieuses. Ses œuvres religieuses incluent des vies de saints telles que Vida de santa Anna, Història de la gloriosa Magdalena et Història de Josep (avant 1486), l’Oració a la Mare de Déu (…tenint son fill, Déu Jesús, en la falda…), l’un de ses poèmes les plus célèbres, des traductions importantes depuis le latin, notamment un psautier basé sur la Vulgate (Venise, 1490) et Lo Cartoixà (1495–1500), dérivé du Vita Christi du chartreux Ludolphe de Saxe,,, ainsi que que de petits traités théologiques (La suplicació de la natura humana, Les tres lliçons de mort) écrits dans le style ampouleux très populaire en son temps et qui lui vaudra du mépris de certains critiques ultérieurs.
Dans deux de ses œuvres, Triümfo de les dones et Lletrat que Honestat escriu a les dones, Roís de Corella fait l'éloge des femmes et de la condition féminines. Dans le dernier, écrit au prétexte de l'éloge funèbre de la femme d'un chevalier, il souligne que « la sua modesta vida desmentia als qui de vosaltres blasfemen » (« sa modeste vie démentait ceux qui de vous blasphèment »). Il s'agit probablement d'une allusion à Espill, traité misogyne écrit par le Valencien Jaume Roig et publié vers la même période, dont Corella prétend faire la réfutation.

### Poésie
Il est probable que les poèmes connus ne représentent qu'une infime fraction de la production totale de l'auteur.
Un peu moins de 700 vers de Joan Roís de Corella sont conservés, issus de 19 poèmes séparés (16 profanes et 3 religieux, représentant respectivement 260 et 306 vers) et d'extraits de textes en prose. Les sources d'époque identifiées pour la poésie de Corella sont rares (on ne dispose que d'une seule version pour 11 poèmes), ce qui rend plus difficile le travail de critique philologique,. Presque tous les poèmes figurent dans le manuscrit Cançoner de Maians, conservé à la bibliothèque de l'université de Valence, centré sur Corella mais qui contient essentiellement des textes en prose,. Un autre figure dans  Trobes en llaors de la Verge maria (« Vers à la louange de la Vierge Marie »), premier livre réalisé avec des caractères mobiles dans la péninsule Ibérique, imprimé à Valence en 1474,,,.
Dans certains poèmes, il en vient à abandonner la rime traditionnelle en recourant au format estramp (ca), dérivé de la cobla occitane propre de la poésie catalane.
Il est également auteur de textes poétiques en prose ou intégrant des vers libres (par exemple dans Debat amb el príncep de Viana, Tragèdia de Caldesa et Lletra consolatòria). Il est probablement que certains textes en vers soient le résultat de l'évolution de rédactions en prose antérieures.
Il participe au concours poétique en l’honneur de l’Immaculée Conception en 1487, avec le poème Vesió,.

### Prose
Joan Roís de Corella est surtout connu pour son œuvre en prose, considérée comme l'un de ses meilleurs représentants dans la littérature catalane de son siècle.
On sait qu'au moins deux livres anciens de prose profane de Roís de Corella ont été imprimés, mais aucun n'est conservé. Ces œuvres sont connues par le biais de quatre manuscrits, écrits de la vie de l'auteur ou peu après sa mort.
Corella faisait de fréquents remaniements de sa prose, ce qui complique l'établissement de la chronologie des rédactions. Certaines versions ont été amplement intégrées par Joanot Martorell dans Tirant lo Blanc, écrit dans la première moitié des années 1460,. Cela constitue une preuve du prestige de Roís de Corella en tant qu'écrivain dès cette époque,.
On peut schématiquement distinguer trois phase dans sa production écrite : un première correspondant à sa période de formation grammaticale et rhétorique, avec  des travaux comme Lamentació de Biblis, Lletres d'Aquil·les i Policena (textes mythologiques renvoyant à Ovide et avec une influence d'Ausiàs March) et Raonment de Telamó i Ulixes, produits jusqu'autour de 1455, une intermédiaire avec Lamentacions de Mirra, Narciso i Tisbe et une troisième phase de maturité, regroupant ses écrits les plus connus.

### Traductions
Jusqu'à la fin du XXe siècle, les spécialistes ont considéré que les deux dernière traductions de Joan Roís de Corella (Psalteri et les quatre volumes de Lo Cartoixà) étaient littérales et laissaient peu de place à la créativité de l'auteur. Des études ultérieures ont démenti ce jugement et montre au contraire que les textes traduits par Corella étaient profondément remaniés par ce dernier, qui les adaptaient ainsi au style, aux goûts et aux sujets de son temps.
Corella en avertissait lui-même le lecteur dans l'incipit du premier livre de Lo Cartoixà, où il affirmait avoir « corregit, smenat y ben examinat » (« corrigé, amendé et bien examiné ») la Vita Christi de Ludolphe de Saxe. Le remaniement efffectué par Corella dans cet ouvrage est tel qu'il révèle un travail de rédaction et d'assimilation de l'original de plusieurs mois au moins.
Environ un tiers du texte original est omis. Le traducteur omet ainsi de nombreuses répétitions contenues dans l'original, où le message évangélique se trouve exprimé, nuancé et commenté à diverses reprises, souvent illustré par plusieurs séries de versets bibliques. Ces suppressions, conscientes et volontaires sont à mettre en relation à l'intentionnalité de Corella. Il s'agit pour lui d'améliorer un texte qu'il juge redondant ou d'éliminer des passages qu'il juge de peu d'intérêt. Souvent, les mentions de noms de Pères de l'Église disparaissent dans la version de Corella, sans que l'un d'entre eux soit plus particulièrement concerné. Ces passages montrent que Corella prétendaient limiter le recours aux autorités. Parfois il procède à l'inverse, en attribuant une citation à une autorité qui n'en est pas l'auteur afin de renforcer un message particulier. À d'autres endroits, il incorpore des gloses ou considérations exégétiques absentes du texte original. Même sur le plan de la structure la version de Corella montre des remaniements importants, avec un certain nombre de réordonnancements, résumés ou simplifications.

## Style et postérité
L’ensemble de son œuvre se distingue par une tonalité noble, intellectuelle et souvent introspective,.
Sa prose est représentative du style connu sous le nom d’estil de la valenciana prosa, caractérisé par l’amplification rhétorique, le recours aux latinismes, et une musicalité savamment travaillée,. Sa prose religieuse écrite dans le dernier tiers du XVe siècle devient un modèle de ce style raffiné et savant jusqu'aux premières décennies du siècle suivant.
Cette esthétique ambitieuse et admirée de son vivant se trouve néanmoins marginalisée à l’époque moderne, particulièrement à partir du XVIIe siècle, avant d’être redécouverte par la critique contemporaine,,. Le style employé dans El Cartoixà, œuvre de maturité, est moins chargé que celui de ses œuvres profanes.
Il est reconnu comme l’un des auteurs majeurs de la littérature catalane du XVe siècle, dont l’œuvre fait le lien entre la tradition médiévale et les sensibilités nouvelles de la Renaissance,.
Selon Antoni Ferrando, « Corella est le plus grand représentant de notre Renaissance littéraire. Contrairement à Canals et à Ausiàs March, notre écrivain cherche dans les adaptations aux auteurs classiques et dans la poésie la beauté comme objectif ultime [...]. Aussi bien dans la prose que dans la poésie, Corella tente de créer un langage savant et déclamatoire, de minorités sélectes ».
À propos de l'œuvre originale de Roís de Corella, Vicent Martines écrit qu'« elle ne prétendait pas être encyclopédique, mais elle condense une bonne partie de la culture médiévale, humaniste et de la Renaissance, tant dans les citations — intertextualité — et dans les plagiats de la cultute et tradition livresques, que dans les situations, scènes et séquences narratives. » 
Un autre aspect important de son œuvre est son versant moralisateur.

### Une transmission difficile
La crise qui affecte la société valencienne à la suite de l'union dynastique des rois catholiques, précipant la fin du siècle d'or et la marginalisation du valencien, a d'importantes répercussions sur la transmission et la diffusion de l'œuvre de Joan Roís de Corella. À la différence d'Ausiàs March et Joanot Martorell, dont l'œuvre a été significativement préservée au fil des siècles, celle de Corella s'est trouvée rapidement marginalisée, en raison du désintérêt des générations suivantes et du décalage qu'elle supposait avec les nouvelles sensibilités religieuses de la Renaissance du début du XVIe siècle, comme l'érasmisme, la réforme protestante, et leur pendant littéraire, favorable à l'usage d'un langage épuré.
En 1498, plusieurs traductions de Corella, notamment son psautier, sont condamnées au bûcher par l'Inquisition espagnole (établie à Valence par Ferdinand le Catholique en 1482-1483), dont certaines sont depuis devenues introuvables,. Le manque de matériel préservé complique grandement le travail d'édition critique et l'établissement d'un corpus de référence, combiné à un relatif manque d'intérêt pour la production de Corella. Ces lacunes ont néanmoins été partiellement comblées par les études menées autour du début du XXIe siècle.

### Critiques et études académiques
Joan Roís de Corella est mentionné par les trois grands bibliographes valenciens de l'ère moderne — Josep Rodríguez en 1747, Vicent Ximeno en 1747-1749 et Just Pastor Fuster en 1827 —,.
Longtemps mésestimé pour son style jugé ampoulé, notamment dans ses proses mythologiques et hagiographiques, Corella a souffert d’une critique sévère au XIXe siècle qui voyait en lui un symptôme de décadence littéraire qui s'amorça peu après lui. Pourtant, certains érudits dont Milà i Fontanals (Resenya histórica y crítica dels antichs poetas catalans, récompensé aux Jeux floraux de Barcelone de 1865), Menéndez Pelayo, Pasqual Boronat (ca) et Antoni Rubió i Lluch (en) (El renacimiento clássico en la literatura catalana, Barcelone, 1889, p. 88-89) avaient déjà reconnu la valeur de son œuvre dans la deuxième moitié de ce siècle et le début du suivant,. Des poésies de Corella sont incluses dans des volumes publiés par l'éditeur catalan Francesc Pelai Briz, qui devient ainsi le premier à faire connaître son œuvre au public contemporain. En 1871, Estudio histórico-crítico sobre los poetas valencianos de los siglos XIII, XIV y XV de Rafael Ferrer i Bigné incorpore une biographie Corella dans laquelle il est présenté comme un « esclarecido poeta » (« poète éclairé »).
Un moment marquant de la récupération de la figure de Corella est la publication de Obres de J. Roiç de Corella de Ramon Miquel i Plana dans la collection Biblioteca Catalana (Barcelone, 1913). En 1927, dans Ensayo de un diccionario biográfico y bibliográfico de los poetas que florecieron en el Reino de Valencia hasta el año 1700, Francesc Martí Grajales consacre une demi douzaine de pages à Roís de Corella, tout en soulignant qu'il s'était basé sur les « escasísimas [...] noticias biográficas que se tienen del mismo » (« extrêmement rares [...] informations biographique dont on dispose à son sujet »).
Ce n'est que tardivement au XXe siècle que Corella et son œuvre reçoivent à nouveau une attention significative de la part des universitaires. Cependant, on n'a encore qu'une connaissance très parcellaire de l'homme et de son œuvre, contrairement aux autres grandes figures du XVe siècle valencien que sont Ausiàs March et Joanot Martorell,.
Dans Heretgies, revoltes i sermons publié pour la première fois en 1968, Joan Fuster décrit encore l'œuvre de Corella, avec le style incisif et provocateur qui le caractérise, comme une « monumental teranyina de paraules, d'hiperbàtons luxuriants, de clixés sense substància. En tota l'obra de Corella no hi ha en joc una sola idea » (« monumentale toile d'araignée de mots, d'hyperbates luxuriantes, de clichés sans substance. Dans toute l'œuvre de Corella pas une seule idée ne se trouve en jeu. »),. Il ajoute que « El món literari de Joan Roís de Corella reposa sobre una absoluta negació de la realitat que l'envolta » (« Le monde littéraire de Joan Roís de Corella repose sur une négation absolue de la réalité qui l'entoure »),.
Abel Soler souligne ainsi (en 2013) que « Tout compte fait, nous nous trouvons devant un Roís de Corella ignoré — ou incompris, d'une certaine manière — par la critique littéraire du siècle dernier. » Antoni Ferrando remarque aussi la même année que la critique littéraire s'est uniquement focalisée sur certains fragments de la production écrite de Corella, nuisant à une vision d'ensemble satisfaisante.
Toutefois, les critiques académiques ultérieures n'ont pas suivi la ligne de Fuster. C’est surtout à partir des années 1980 que son importance a été réévaluée grâce aux travaux de Francisco Rico, Lola Badia, et Stefano M. Cingolani. Enfin, la redécouverte critique de Corella s’est renforcée à l’occasion du cinquième centenaire de sa mort en 1997, suscitant de nouvelles études et éditions savantes qui consolident sa place parmi les grands noms de la littérature catalane du siècle d’or.
Ainsi, de nombreux aspects de l'œuvre de Corella ont été étudiés afin de déterminer ses idées et les intentions qu'elle cache, parvenant à déceler dans certains détails la traduction subtile des préoccupations de la Valence de son temps, et des tendances variables dans le temps liées à ce contexte. Parmi les thèmes que la critique a pu mettre en avant figurent la place du chevalier dans la crise de la noblesse de la deuxième moitié du XVe siècle (question d'ordre social et moral), le rôle de Charles de Viane, duc de Gandia dans la machinerie du pouvoir de la couronne d'Aragon,, ou la promotion la charité chrétienne auprès des classes urbaines dirigeantes à travers la défense d'un projet d'hôpital central de Valence. Grâce à ces nouvelles études, Corella apparaît comme situé « au centre de la vie culturelle valencienne des quatre dernières décennies du XVe siècle »,.
Ses écrits révèlent également une posture très critique vis-à-vis de la politique autoritaire de la monarchie et des procédés de l'Inquisition.
Sur le plan stylistique, les nouvelles études académiques ont mis en avant une unité esthétique de Corella, par-delà la division traditionnelle de son œuvre entre profane et sacré, caractérisée par une profonde morale chrétienne et une langue imprégnée de latinismes.
Son œuvre a fait l'objet de diverses monographies, centrées sur des textes particuliers ou des aspects transversaux. Des éditions critiques de diférentes œuvres, comme le psautier ou Lo Cartoixà sont élaborées dans les premières décennies du XXIe siècle. En 2012, un colloque consacré à Joan Roís de Corella est organisé à Valence par l'Institution Alphonse le Magnanime, l'Académie valencienne de la langue et l'université catholique de Valence Saint Vincent Martyr (en).